# Gerard Brouwer
Gerard Brouwer (Leiden, 21 oktober 1951 - Katwijk, 20 februari 2017) was een Nederlandse beeldhouwer.

## Leven en werk
Brouwer volgde zijn opleidingen aan de Academie van Beeldende Kunsten Artibus in Utrecht, waar hij les kreeg van onder anderen Jan van Luijn, en de Rijksakademie van beeldende kunsten in Amsterdam. Daar studeerde hij beeldhouwkunst bij Piet Esser, Paul Grégoire, Cor Hund en Theresia van der Pant.
Hij werkte in Katwijk. Zijn in brons gegoten plastieken zijn, zoals hij zelf zei, "herkenbaar en vrij degelijk" en "met beide benen op de grond". Zijn beelden zijn rustig, genegen en toegankelijk, wat te danken is aan zijn houding ten opzichte de wereld om zich heen. Hij was ontvankelijk en mild, maar had wel een scherp oog voor trekken die typerend zijn voor het leven van alledag. De beelden van Brouwer zijn in de publieke ruimte van diverse Nederlandse plaatsen te vinden. Het werk van Gerard Brouwer is ook opgenomen in collecties van instellingen, musea, bedrijven en particulieren, in zowel binnen- als buitenland.
In 1979 won hij de Willem F.C. Uriôt-kunstprijs en in 1991 en 2013 de D.F.E. Meerburgprijs. In 2016 ontving hij de erepenning van de gemeente Katwijk voor ruim 40 jaar onderscheidend beeldend kunstenaarschap. Op 20 februari 2017 is hij aan de gevolgen van de spierziekte ALS overleden.
In 2018 kreeg zijn iconische beeld ‘Maatjes’, postuum, een prominente plek in het hart van Katwijk; op de Boulevard. In 2023 was er een expositie in het Katwijks Museum genaamd “De Collectie Brouwer - Herkenbaar en Dichtbij” waarin een selectie van zijn privécollectie werd tentoongesteld. De collectie bevat diverse stukken uit het werk van Gerard Brouwer als beeldhouwer. In 2024 werd zijn werk geëxposeerd in Huis ter Heide.

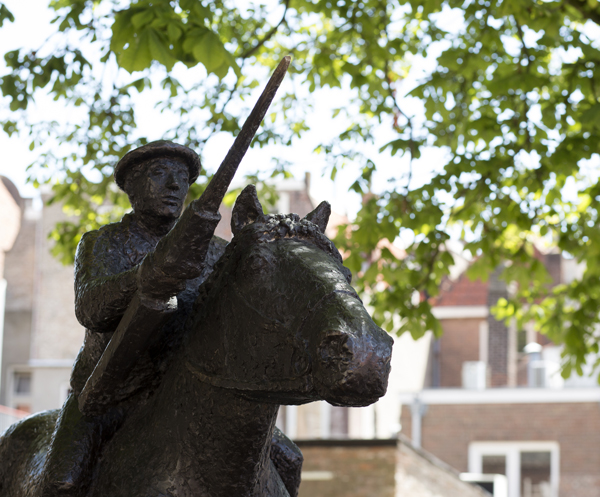
De ringrijder (Middelburg)
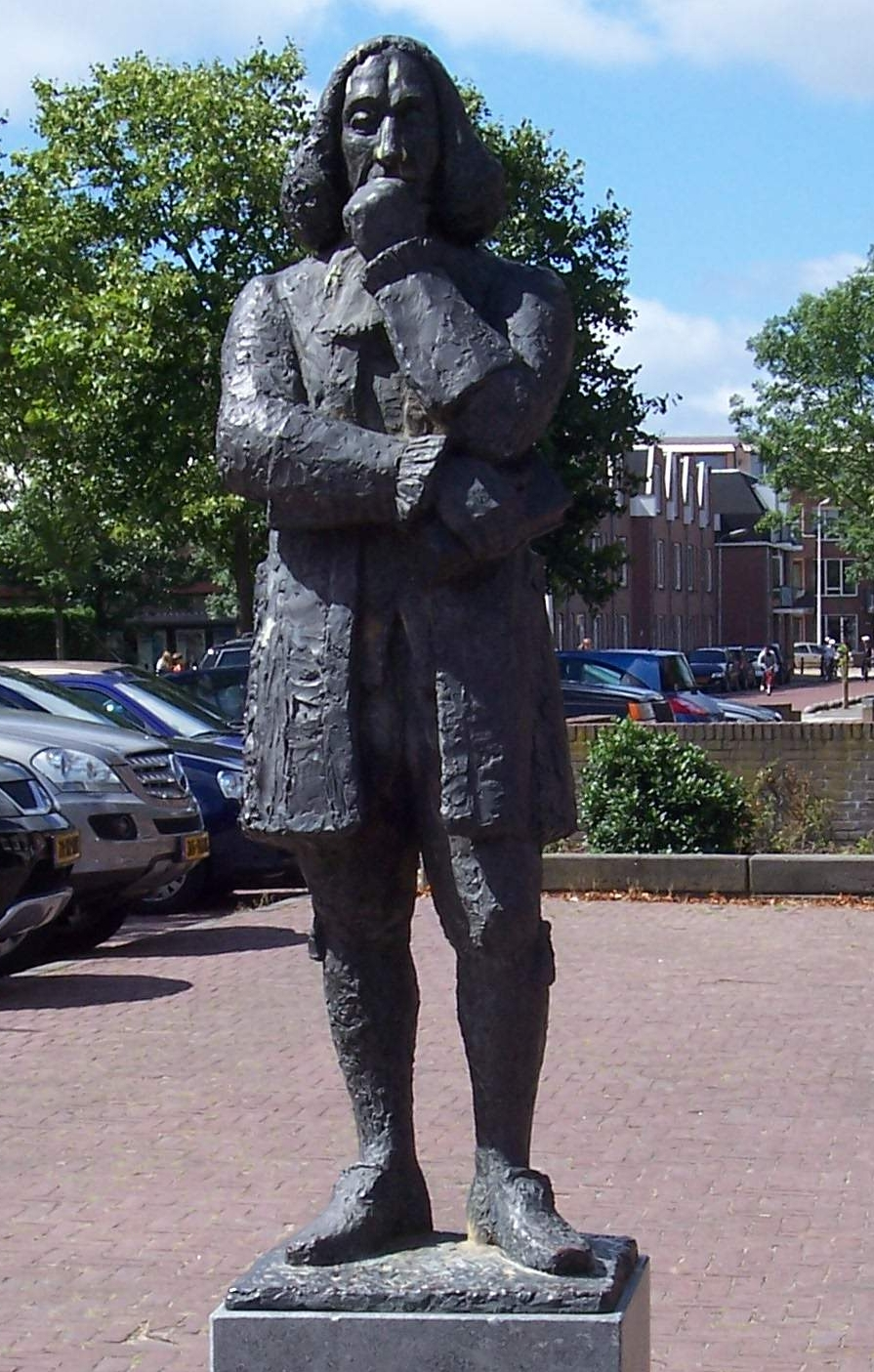
Spinoza (Rijnsburg)
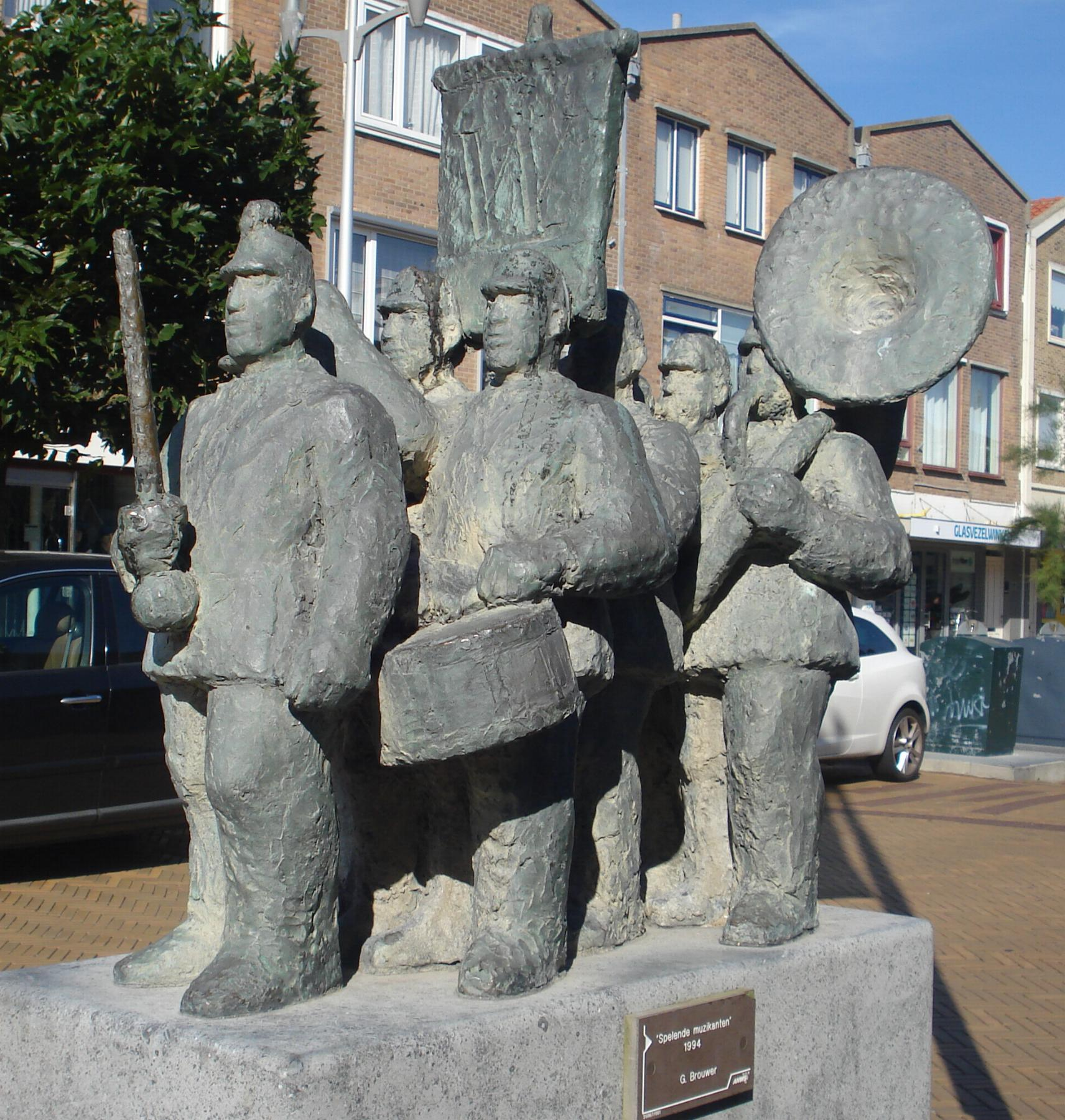
Fanfare (Katwijk)
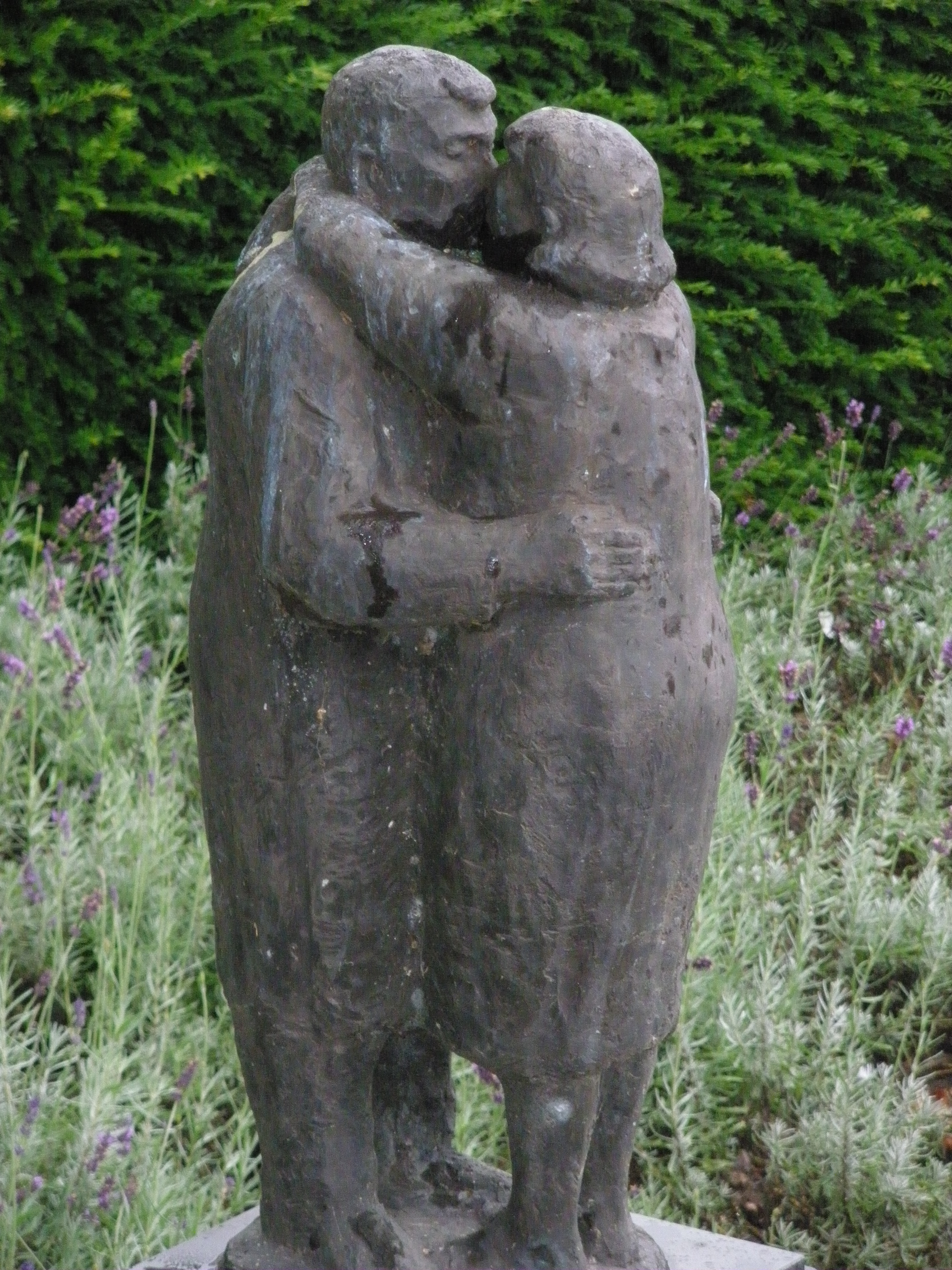
Welkom (Woerden)
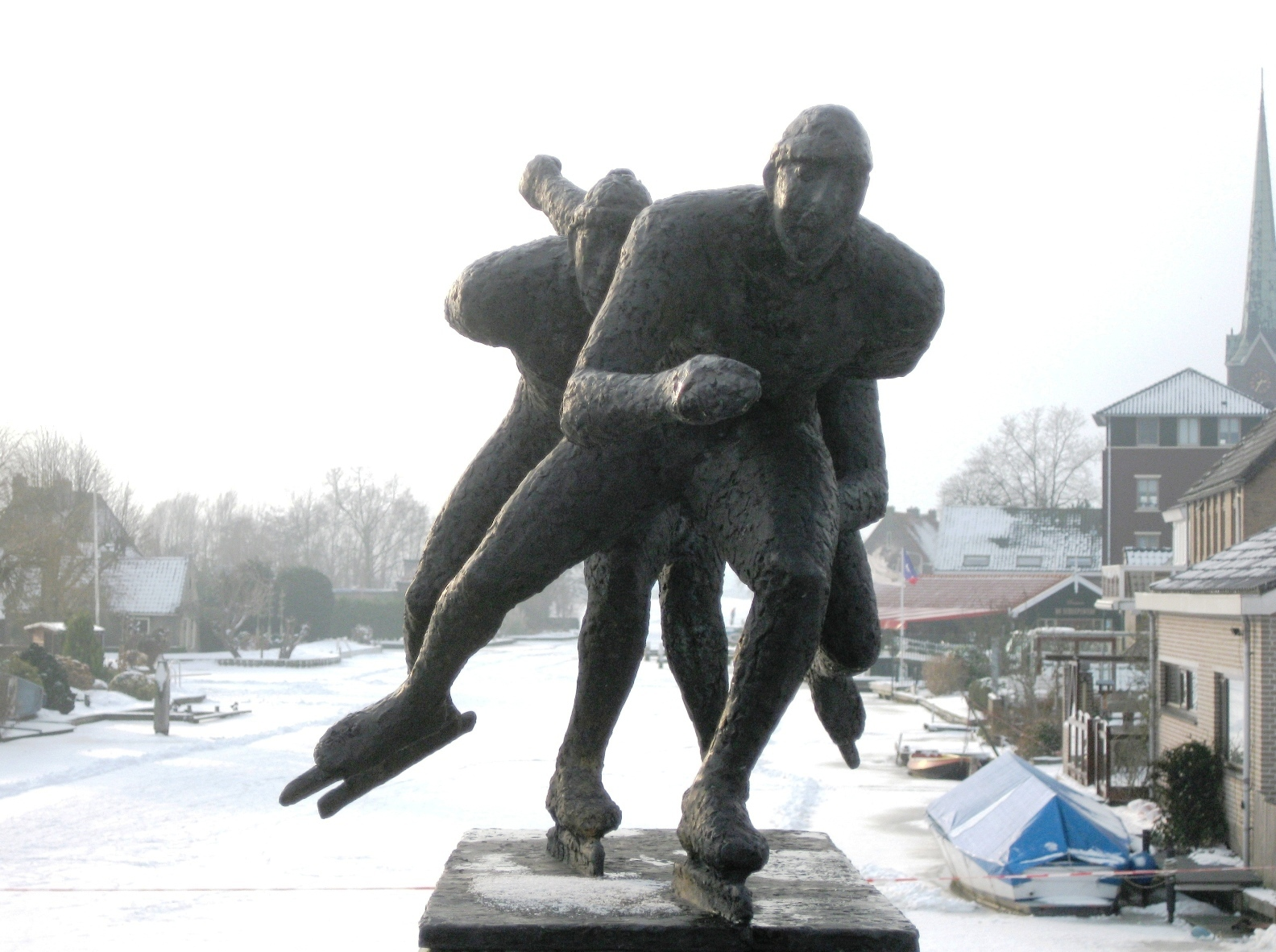
Schaatsers (Doesbrug in Hoogmade)
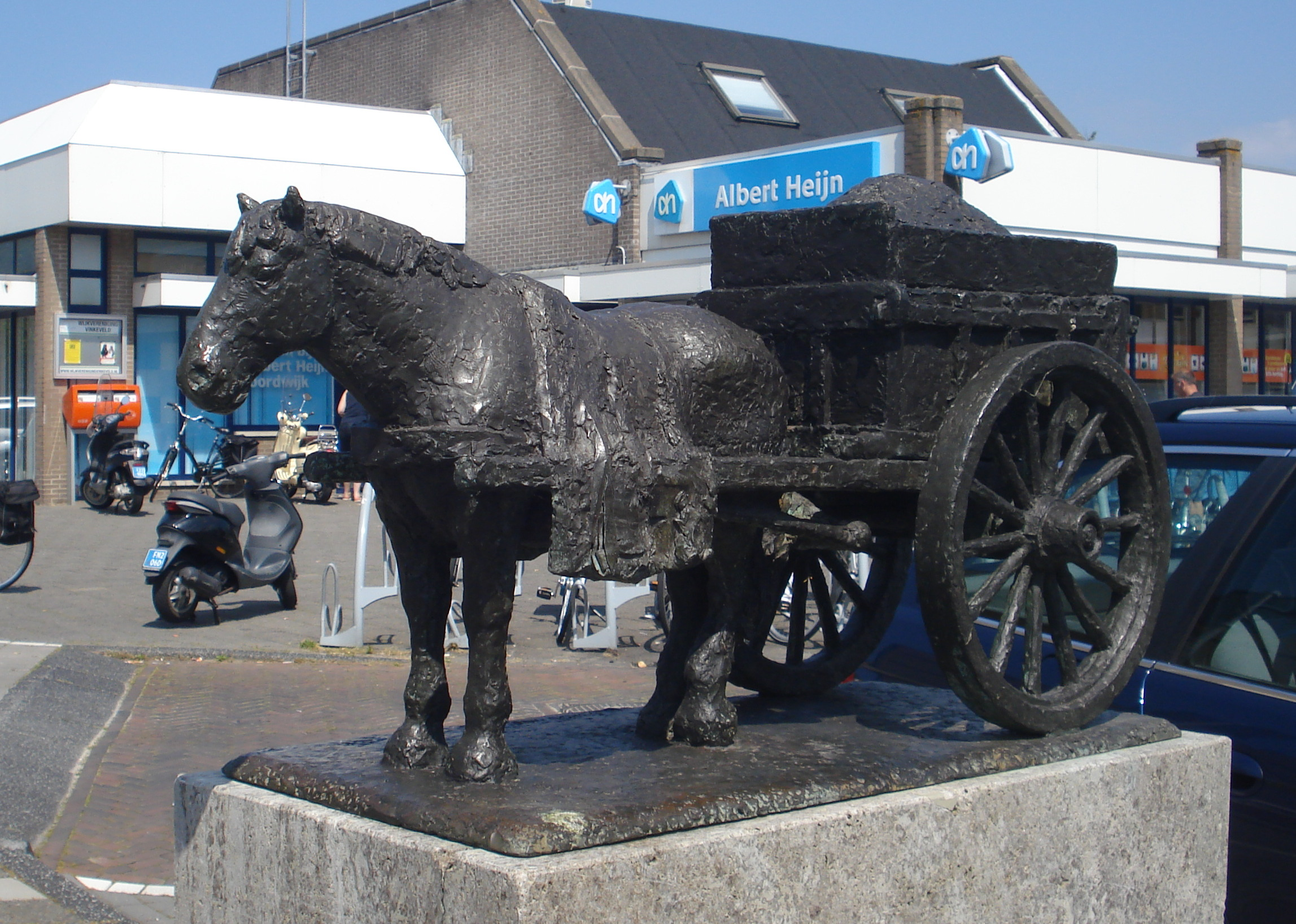
Schelpenkar (Noordwijk aan Zee)
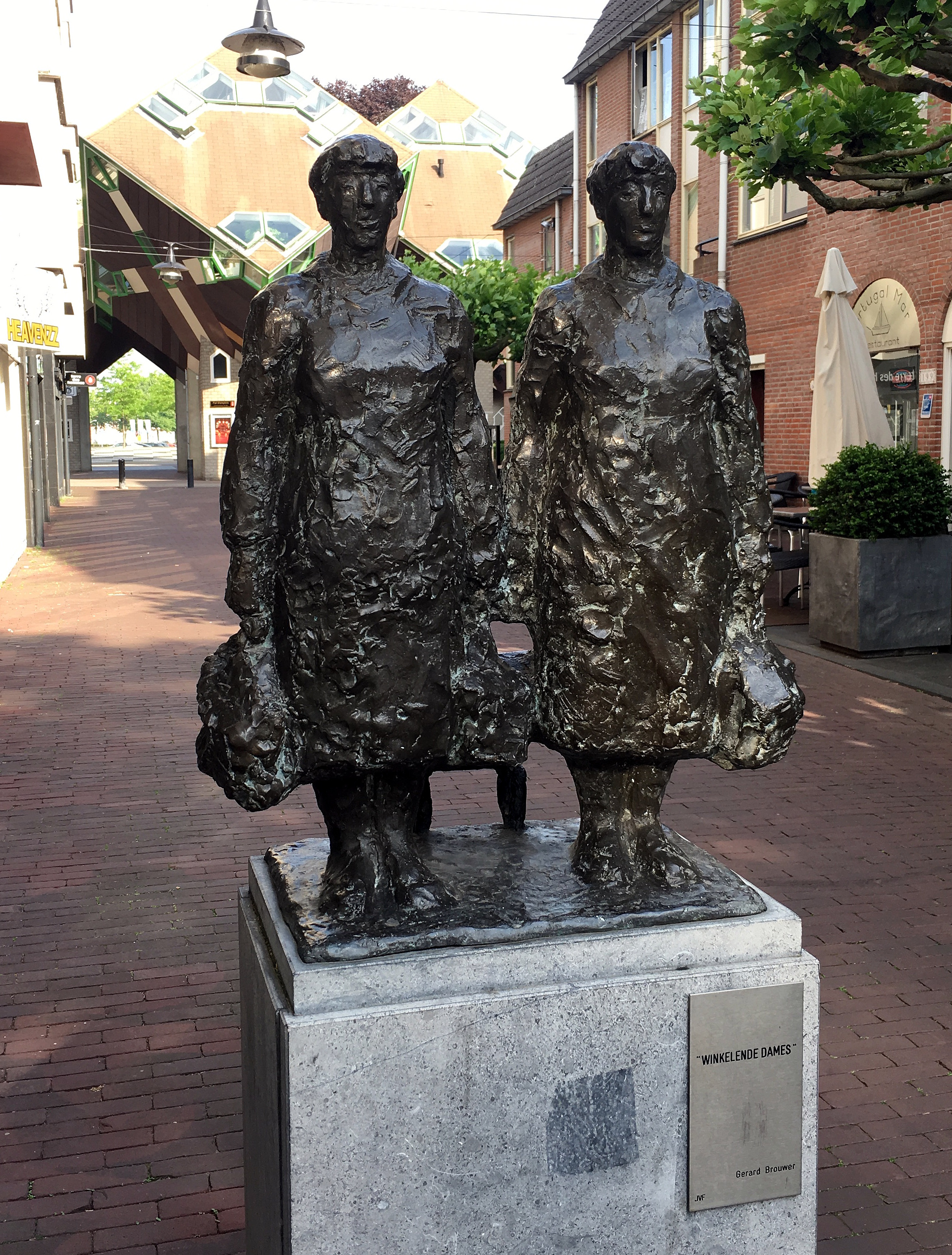
Winkelende Dames (Helmond)
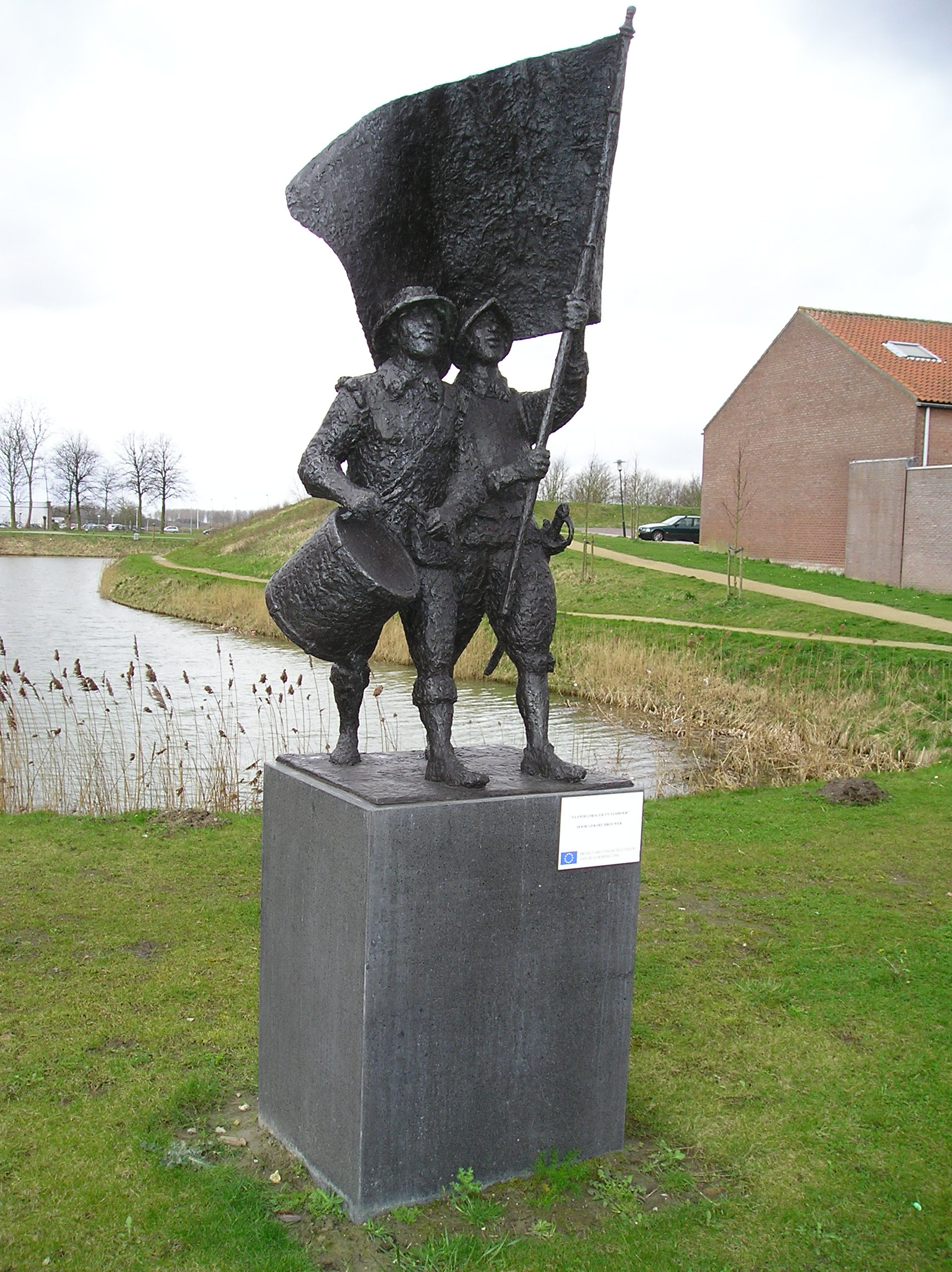
Vaandeldrager (Hulst)
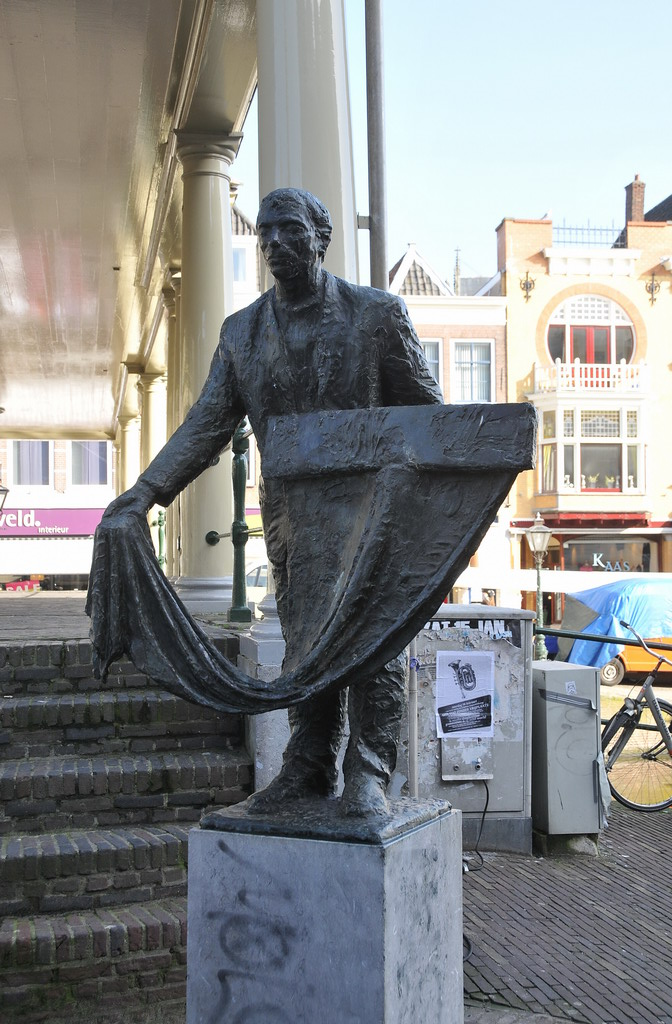
Lakenverkoper (Leiden)
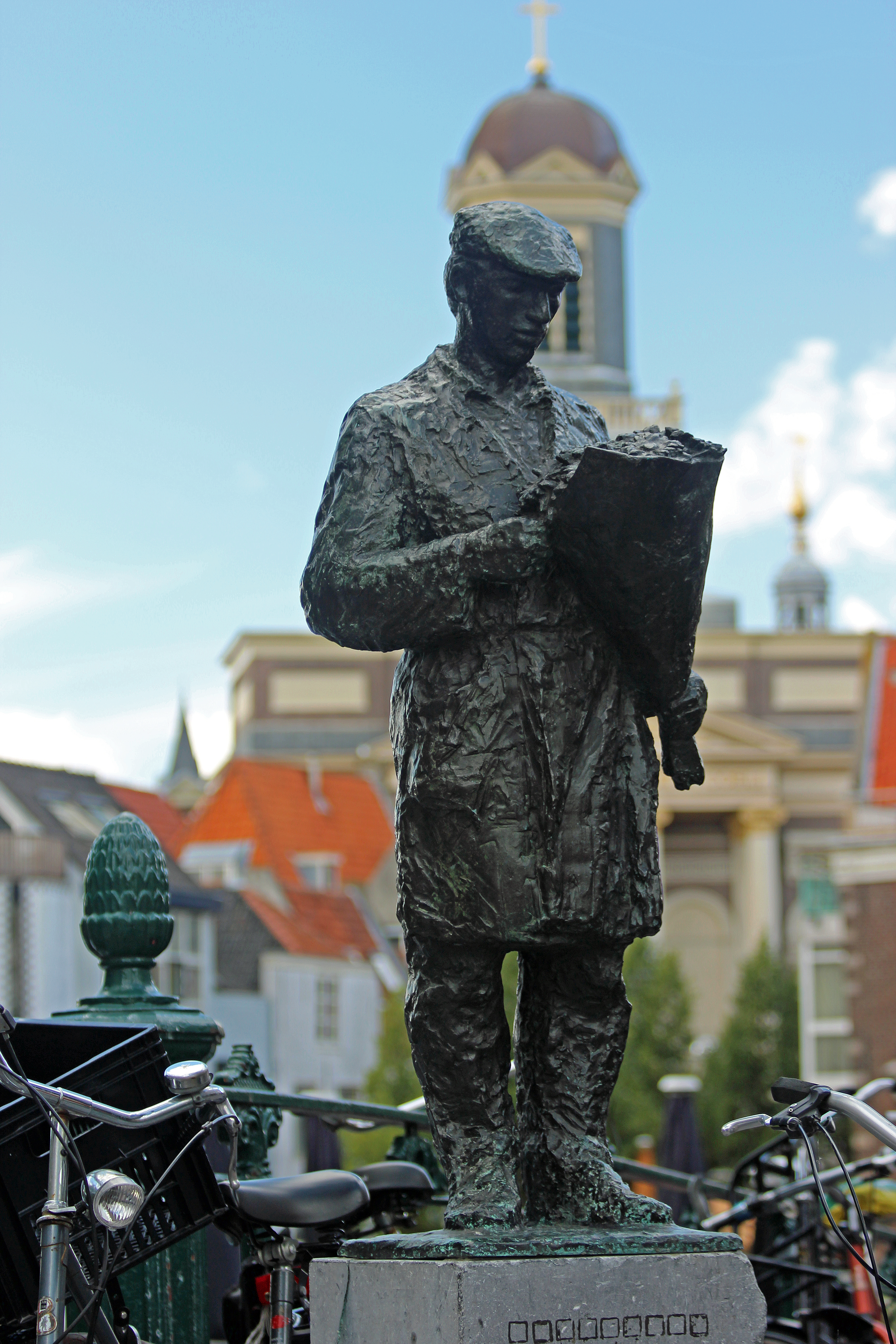
Bloemenverkoper (Leiden)
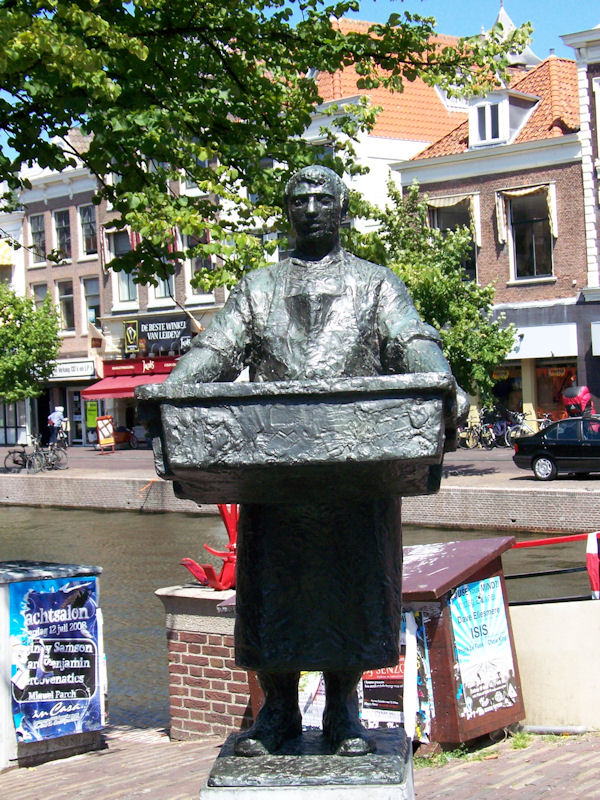
Visboer (Leiden)
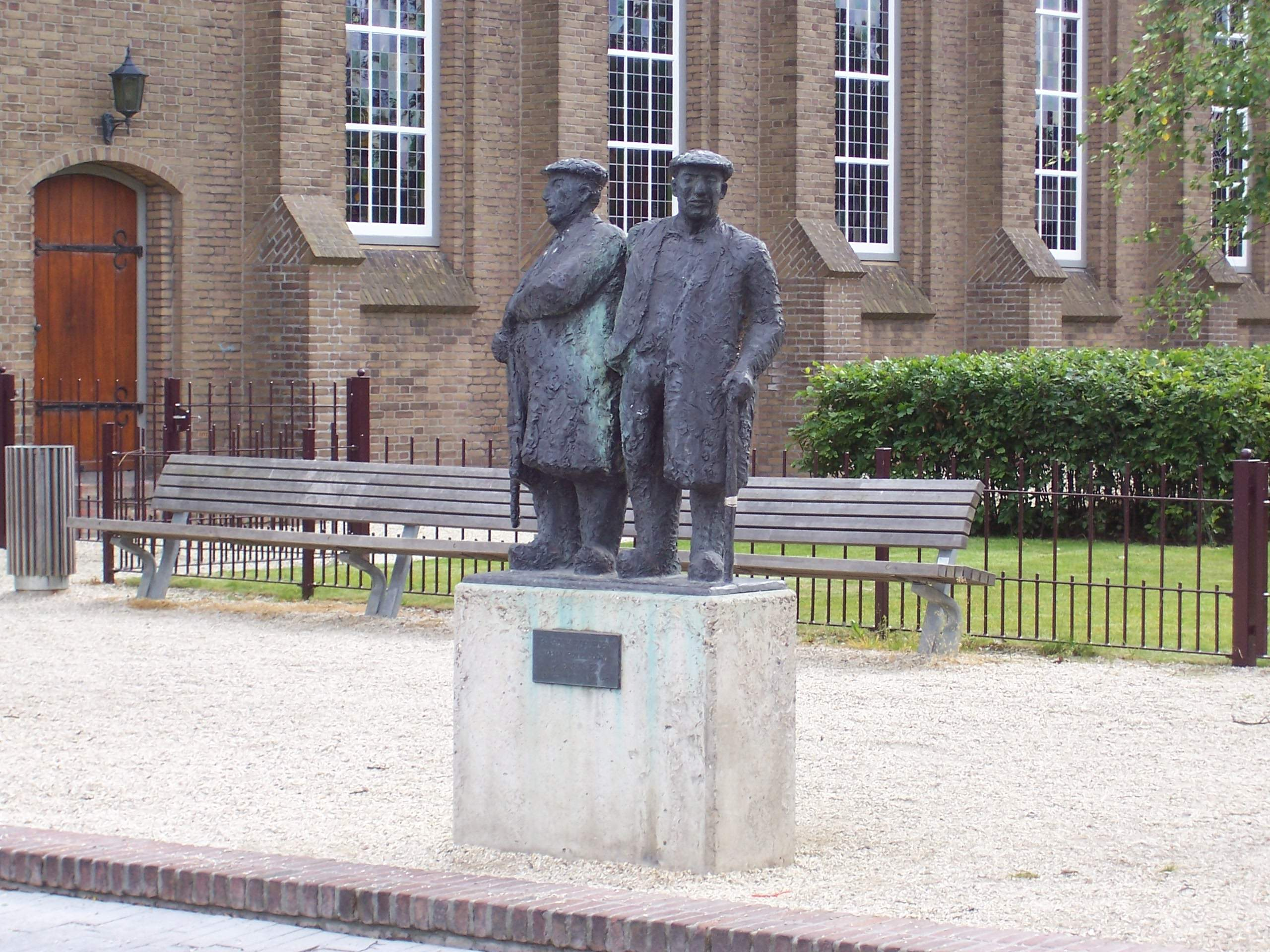
Paardenkooplui (Valkenburg)
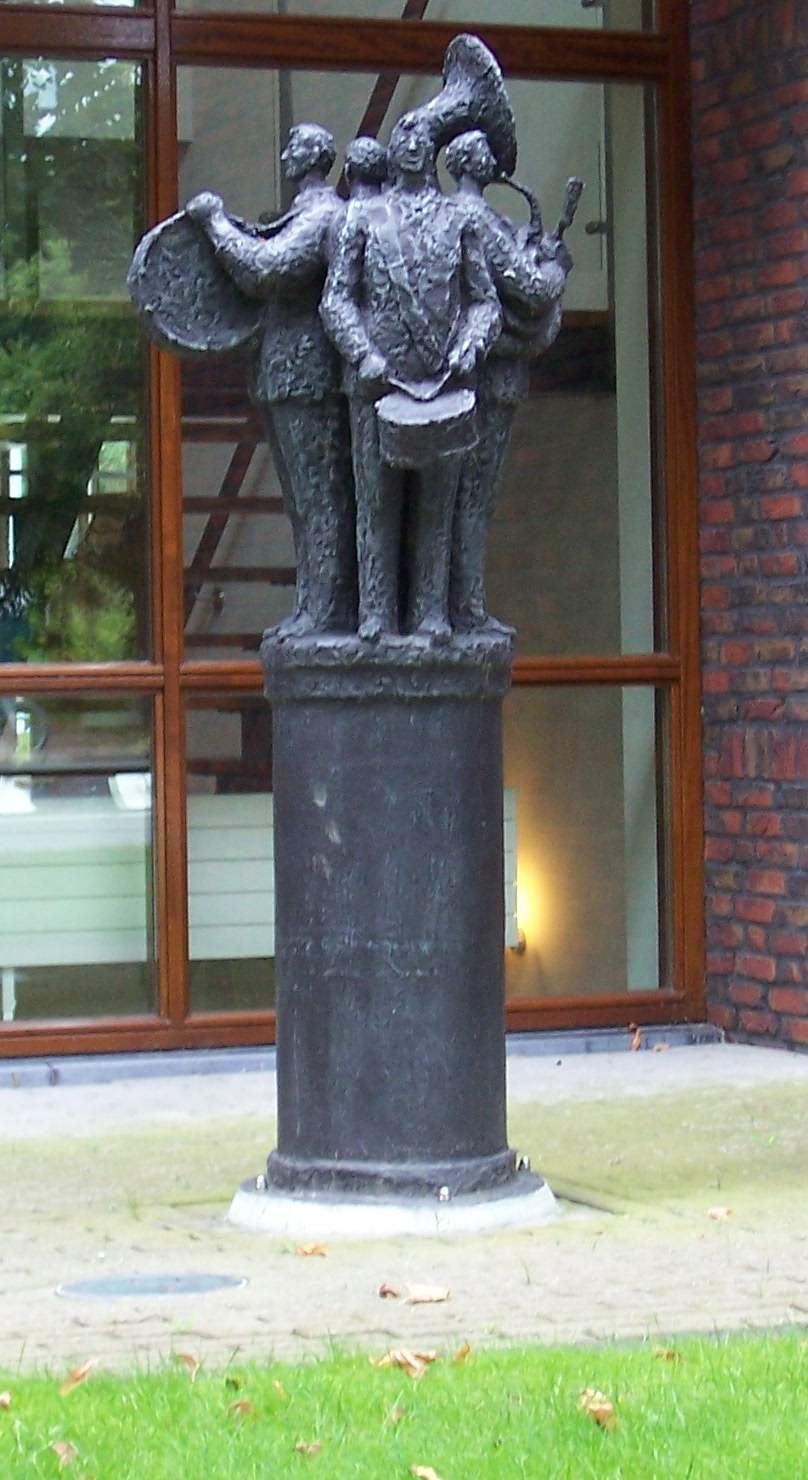
Vier muzikanten (Katwijk)
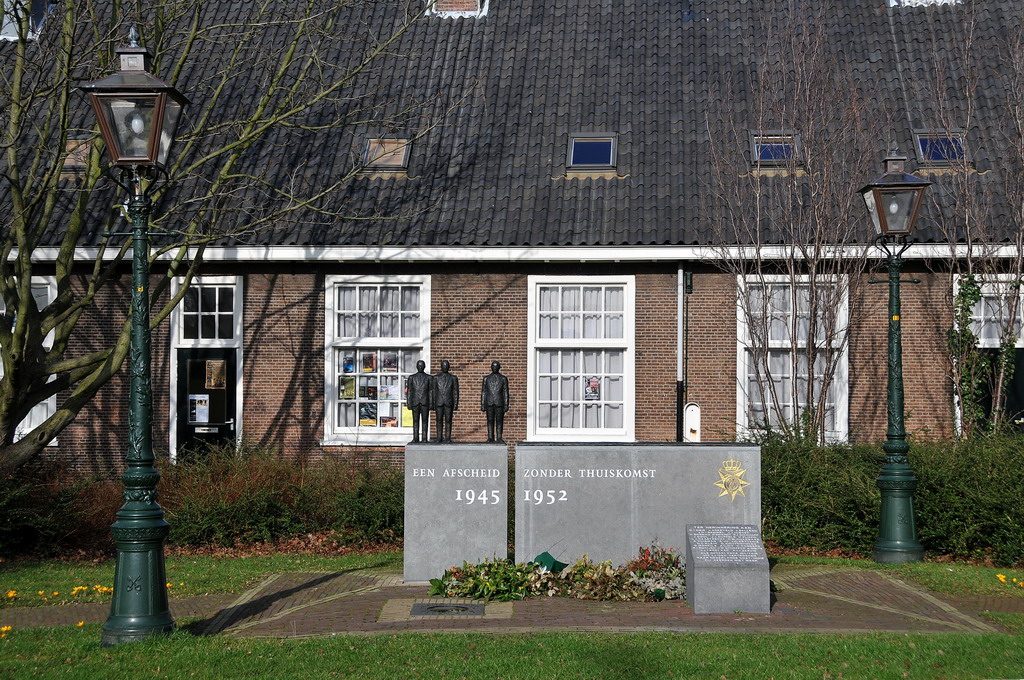
Indië monument (Leiden)
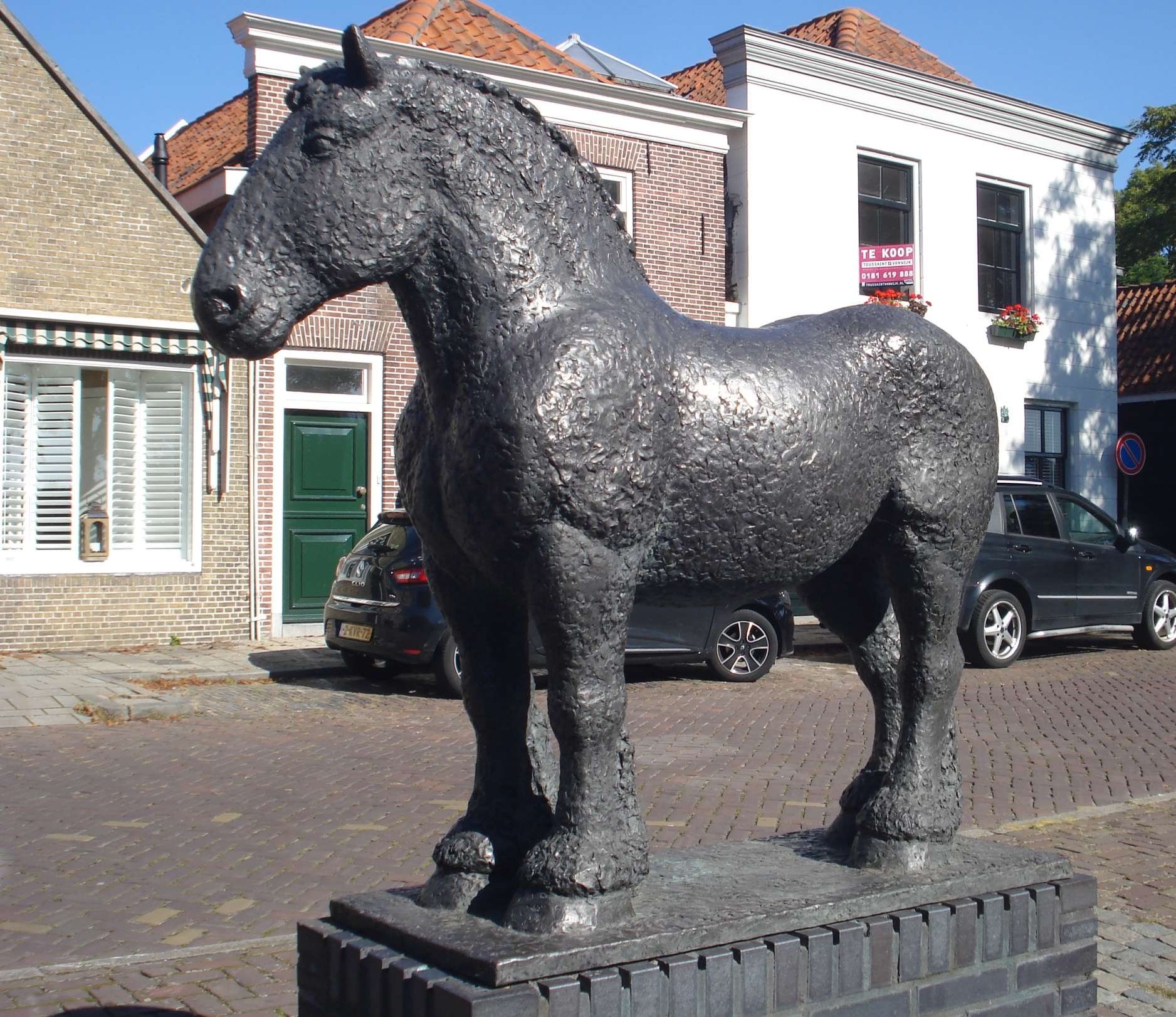
Koudbloed paard (Heenvliet)